# Мао Дунь
Мао Дунь (спрощ.: 茅盾; піньїнь: Máo Dùn), справжнє ім'я — Шень Яньбін (спрощ.: 沈雁冰; піньїнь: Shěn Yànbīng; 4 липня 1896 — 27 березень 1981) — китайський письменник і громадський діяч. У 1953—1981 роках — голова Спілки китайських письменників. З 1949 по 1964 рік — міністр культури КНР і заступник голови Всекитайської асоціації працівників літератури та мистецтва.

## Біографія
Народився в 1896 році в поселенні Учжень повіту Тунсян Цзясинського повіту провінції Чжецзян.
Навчався на підготовчому відділенні Пекінського університету, з 1916 року працював у видавництві в Шанхаї. У 1920—1922 роках очолював журнал «Сяошо Юебао», був одним із засновників Товариства вивчення літератури в 1921 році. Під впливом Жовтневої революції в Росії взяв участь в русі 4 травня. У 1920 році вступив в комуністичний гурток в Шанхаї й брав участь в створенні КПК в 1921 році. До 1927 виступав як публіцист, літературознавець, критик і перекладач (перекладав на китайську мову західноєвропейську і російську літературу). Брав участь в північному поході сил Гоміньдану, поки Чан Кайші не розірвав відносини з комуністами, і Мао Дуню довелося шукати притулку в Японії. Повернувшись на батьківщину в 1930 році, він вступив в Лігу лівих письменників Китаю.
У 1940 році змушений емігрувати в Гонконг. Потім брав активну участь в опорі японської агресії, а після перемоги КПК в громадянській війні в 1949 році був секретарем і міністром культури Мао Цзедуна до 1964 року. Піддавався переслідуванням в період культурної революції.

## Творча діяльність
Автор книг «Вивчення персонажів» (1925), «Китайська міфологія» (1925), «Вступ до вивчення прози» (1928) і ряду інших, в тому числі двох книг, написаних після поїздки в СРСР (1946—1947) — «Бачене і почуте в СРСР» (1948) і «Бесіди про Радянський Союз» (1949) [4]. Визначав свій метод як «натуралізм». До натуралістів зараховував Л. М. Толстого та А. П. Чехова. Ввів в китайську літературу «потік свідомості» (роман «Розпад»). Пропагував творчість Ернеста Хемінгуея, Томаса Манна, болгарського класика Івана Вазова.

## екранізації
- Весняні шовкопряди[ru] (1933)
- Лавка пана Ліня (1959)
- Північ (1981)[4]

## Пам'ять
- Літературна премія Мао Дуня[ru]
- Будинок-музей Мао Дуня в Пекіні[ru]
- <span typeof="mw:Transclusion" data-mw="{&quot;parts&quot;:[{&quot;template&quot;:{&quot;target&quot;:{&quot;href&quot;:&quot;Шаблон:Не перекладено&quot;,&quot;wt&quot;:&quot;Не перекладено&quot;},&quot;params&quot;:{&quot;1&quot;:{&quot;wt&quot;:&quot;Будинок-музей в Учжені&quot;},&quot;2&quot;:{&quot;wt&quot;:&quot;Будинок-музей в Учжені&quot;},&quot;3&quot;:{&quot;wt&quot;:&quot;ru&quot;},&quot;4&quot;:{&quot;wt&quot;:&quot;Дом-музей Мао Дуня (Учжэнь)&quot;}}}}]}"></span>